# 臺北榮民總醫院鳳林分院
臺北榮民總醫院鳳林分院（簡稱鳳林榮民醫院）為國軍退除役官兵輔導委員會所轄下之地區性醫院之一，位於臺灣花蓮縣鳳林鎮。其最初為為肺結核專治療養院，之後逐漸發展為地區綜合醫院。

## 歷史
- 1957年7月：設立「臺灣鳳林榮民肺結核療養院」，由臺灣省衛生處代管；同年9月改稱「臺灣鳳林榮民醫院」。
- 1958年7月：醫院由輔導會收回自管。
- 1963年4月1日：更名為「行政院國軍退除役官兵就業輔導委員會鳳林榮民醫院」。
- 1966年：全銜隨退撫會更名為「行政院國軍退除役官兵輔導委員會鳳林榮民醫院」。
- 1989年2月：在臺東縣榮民服務處開設榮民診所。1990年6月，由行政院核定興建臺東分院（今臺東榮民醫院），並在1994年1月完工開幕。
- 2013年11月：改制為「臺北榮民總醫院鳳林分院」。[1]

## 科別
- 內科部：一般內科、胸腔內科、心臟內科、家庭醫學科
- 外科部：一般外科、骨科、復健科、眼科
- 精神部
- 護理部
- 小兒科
- 腎臟科
- 藥劑科
- 牙科
- 檢驗科
- 放射科